# محطة قطار هوب (إنجلترا)
محطة قطار هوب (بالإنجليزية: Hope railway station)‏‏ هي محطة قطار في المملكة المتحدة، تُشغلها قطارات إيست ميدلاند. افتُتحت هذه المحطة في 1894، ويبلغ عدد مسارات أرصفتها 2.